# Río Gran Ouse
El río Gran Ouse (del inglés: River Great Ouse) es un río costero de la vertiente del mar del Norte del Reino Unido que discurre por el este de Inglaterra. Su longitud es de 240 km, lo que le convierte en el mayor curso de agua navegable de Anglia Oriental y el cuarto río de mayor longitud del país. El tramo bajo del Gran Ouse es conocido también como "Viejo Río del Oeste" y "Ely Ouse". El nombre Ouse es de origen Celta o pre-Celta y probablemente significa "agua".
El río nace de varias fuentes cerca de los pueblos de Syresham y Sulgrave en Northamptonshire. Fluye a través de Brackley, Buckingham, Milton Keynes en Stony Stratford, Newport Pagnell, Olney, Bedford, Saint Neots, Godmanchester, Huntingdon, Saint Ives, la ciudad catedral de Ely, Littleport, Downham Market, hasta desembocar en la zona conocida como "The Wash", un estuario situado en el noroeste de Anglia Oriental. 
La Agencia Medioambiental del Reino Unido es la autoridad de la navegación en su país e intenta atraer más navegantes al río.
Este río posee una zona, conocida como "Ouse Washes", de importancia medioambiental.

## Tributarios
Los principales tributarios del Gran Ouse, comenzando desde de su nacimiento, son los siguientes ríos:
- río Babingley
- río Gaywood
- arroyo Padbury
- río Ouzel o Lovat
- Odell Rill
- arroyo Ravensden
- arroyo Elstow
- arroyo Gadsey
- río Kym
- arroyo Hen
- arroyo Duloe
- arroyo Begwary
- río Ivel
- río Cam
- río Lark
- río Pequeño Ouse
- Wissey

## Curiosidades
En 1944 la regata anual entre las universidades de Universidad de Oxford y Universidad de Cambridge fue disputada en este río. Ese año ganó Oxford. Hoy en día, el Gran Ouse es usado por los distintos clubes de remo de la Universidad de Cambridge para entrenarse.
Los llamados Río Viejo Bedford y Río Nuevo Bedford (este último también conocido como "Hundred Foot Drain"), son bifurcaciones del Gran Ouse y fueron construidos durante el siglo XVII. Por lo tanto y a pesar de sus nombres, se trata de canales. Ambos desaguan al propio río.